# Pomocné sloveso
Pomocné sloveso je sloveso, které nemá svůj původní význam (a ani nemění význam žádného slovesa), ale je součástí nějakého složeného slovesného tvaru. V některých jazycích existují slovesa, která mají jen funkci pomocného slovesa. Příkladem může být anglické "will" (pro vytváření budoucího času) nebo přítomný čas španělského "haber" (kromě třetí osoby singuláru, kde má ve funkci plnovýznamového slovesa tvar hay a jako pomocné sloveso ha). Nejčastěji se používají slovesa, která v základním významu znamenají "být" nebo "mít". Některé jazyky, jako například grónština, žádná pomocná slovesa nepoužívají.

## Slovanské jazyky

### Čeština
V češtině se jako pomocné sloveso používá sloveso "být".

#### Minulý čas
V prvních a druhých osobách minulého času se používá příslušný tvar přítomného času slovesa "být" a minulé příčestí slovesa, které časujeme. Příklad (sloveso "dělat", mužský rod): já jsem dělal, ty jsi dělal, my jsme dělali, vy jste dělali.
V třetích osobách se žádné pomocné sloveso nepoužívá: on dělal / ona dělala, oni dělali / ony dělaly.

#### Budoucí čas
Budoucí čas většiny nedokonavých sloves se tvoří pomocí tvaru budoucího času slovesa "být" s infinitivem časovaného slovesa. Příklad (sloveso "dělat"): já budu dělat, ty budeš dělat, on / ona bude dělat, my budeme dělat, vy budete dělat, oni / ony budou dělat.
U dokonavých sloves budoucnost vyjadřují přítomné tvary.
Výjimku tvoří nepravidelné sloveso "být" a dále úzká skupina sloves často vyjadřujících pohyb, kde se budoucí čas tvoří předponou po-, příp. pů- u slovesa "jít". Patří sem např. slovesa "jít", "jet", "běžet", "letět", "plavat", "plout", "lézt", "téct", "hnát", "nést", "vést", "vézt", "růst", "kvést" nebo "trvat".

Být: já budu, ty budeš, on / ona bude, my budeme, vy budete, oni / ony budou.

Jít: já půjdu, ty půjdeš, on / ona půjde, my půjdeme, vy půjdete, oni / ony půjdou.

Jet: já pojedu, ty pojedeš, on / ona pojede, my pojedeme, vy pojedete, oni / ony pojedou.

### Slovenština
Ve slovenštině se jako pomocné sloveso používá sloveso byť. Budoucí čas ve slovenštině je velmi podobný českému.

#### Minulý čas
V prvních a druhých osobách minulého času se používá příslušný tvar přítomného času slovesa byť a minulé příčestí slovesa, které časujeme.
Příklad (sloveso robiť) (česky dělat – mužský rod): ja som robil, ty si robil, my sme robili, vy ste robili.

Ve třetích osobách se žádné pomocné sloveso nepoužívá: on robil / ona robila, oni robili / ony robili.

#### Budoucí čas
Budoucí čas nedokonavých sloves (s výjimkou sloves byť a ísť) se tvoří pomocí tvaru budoucího času slovesa byť s infinitivem časovaného slovesa.

Příklad (sloveso robiť) (dělat): ja budem robiť, ty budeš robiť, on / ona bude robiť, my budeme robiť, vy budete robiť, oni / ony budú robiť.
U dokonavých sloves budoucnost vyjadřují přítomné tvary.
Jak již bylo uvedeno, výjimku tvoří nepravidelná slovesa byť a ísť.

Byť: ja budem, ty budeš, on / ona bude, my budeme, vy budete, oni / ony budú.

Ísť: ja pôjdem, ty pôjdeš, on / ona pôjde, my pôjdeme, vy pôjdete, oni / ony pôjdú.

## Germánské jazyky

### Angličtina
V angličtině se jako pomocné sloveso používá jak "to be" (být), tak i "to have" (mít). Při vytváření tázacích otázek se používá sloveso "to do" (dělat).

#### Průběhové časy
U průběhových časů (anglicky: continuous tenses) se používá vyčasované sloveso "to be" a gerundium[zdroj?] (tvar slovesa zakončený na -ing). To, který je to čas (přítomný průběhový-present continuous, minulý průběhový-past continuous), určuje tvar slovesa "to be", nikoli časované sloveso.
Příklad časování slovesa "to do" (dělat) v přítomném průběhovém čase (present continuous), nestažené časování: I am doing, you are doing (arch. thou art doing), he / she is doing, we are doing, you are doing, they are doing.
Příklad časování slovesa "to do" (dělat) v přítomném průběhovém čase (present continuous), stažené časování: I'm doing, you're doing (arch. thou art doing), he / she's doing, we're doing, you're doing, they're doing.

#### Předpřítomný a předminulý čas
Předpřítomný a předminulý čas se tvoří pomocí slovesa "to have". Čas opět určuje tvar pomocného slovesa "to have".
V předpřítomném čase se používá přítomný čas slovesa "to have" s trpným příčestím časovaného slovesa (passive participle).

Příklad časování slovesa "to do" (dělat) v předpřítomném čase, nestažené časování: I have done, you have done (arch. thou hast done), he / she has done, we have done, you have done, they have done.
Příklad časování slovesa "to do" (dělat) v předpřítomném čase, stažené časování: I've done, you've done (arch. thou hast done), he / she has done, we've done, you've done, they've done.
V předminulém čase se používá minulý čas slovesa "to have" s trpným příčestím časovaného slovesa (passive participle).
Příklad časování slovesa "to do" (dělat) v předminulém čase, nestažené časování (stažené časování neexistuje): I had done, you had done (arch. thou had done), he / she had done, we had done, you had done, they had done.

#### Budoucí čas
Budoucí čas se tvoří pomocí pomocného slovesa "will" (které ani jinou funkci neplní), případně staženým tvarem "-'ll" a přidáním infinitivu časovaného slovesa.

Příklad časování slovesa "to do" (dělat) v budoucím čase (future tense), nestažené časování: I will do, you will do (arch. thou wilt do), he / she will do, we will do, you will do, they will do.

Příklad časování slovesa "to do" (dělat) v budoucím čase (future tense), stažené časování: I'll do, you'll do (arch. thou wilt do), he / she'll do, we'll do, you'll do, they'll do.

#### Tázací otázky
V tázacích otázkách se používá sloveso "to do" (dělat). S výjimkou některých sloves jako "can" (moci) nebo "to be" (být), kde se tázací otázky tvoří inverzí, se tohle sloveso používá na začátku otázek. Tohle sloveso se používá všude, kde se k vytvoření tvaru v indikativu nepoužívá žádné pomocné sloveso.
Příklad časování slovesa "to do" (dělat) v tázací otázce v přítomném čase (present simple): do I do?, do you do? (arch. dost thou do?), does he / she do?, do we do?, do you do?, do they do?.

## Románské jazyky

### Španělština
Ve španělštině se jako pomocné sloveso nejčastěji používají slovesa "estar" a "haber". Obě jsou ekvivalentem českého slovesa "být".

#### Gerundium
Gerundium se vytváří pomocí vyčasovaného "estar" v přítomném čase s tvarem gerundia časovaného slovesa (u sloves končících na -ar je koncovka -ando, u sloves na -er / -ir -iendo.

Příklad časování slovesa "hacer" (dělat) v gerundiu (gerundio): yo estoy haciendo, tú estás haciendo, él / ella / usted está haciendo, nosotros / nosotras estamos haciendo, vosotros / vosotras estáis haciendo, ellos / ellas / ustedes están haciendo.

#### Předpřítomný čas
Předpřítomný čas se vytváří pomocí vyčasovaného "haber" v přítomném čase (tvary přítomného času slovesa "haber" se používají jen ve funkci pomocného slovesa) s minulým příčestím časovaného slovesa.
Příklad časování slovesa "hacer" (dělat) v předpřítomném čase (pretérito perfecto): yo he hecho, tú has hecho, él / ella / usted ha hecho, nosotros / nosotras hemos hecho, vosotros / vosotras habéis hecho, ellos / ellas / ustedes han hecho.

### Francouzština
Francouzština používá pomocná slovesa avoir a être

### Italština
V italštině se používají pomocná slovesa avere a essere, jejichž lexikální význam je mít a být. Sloveso essere se používá obvykle pro pohybová slovesa, slovesa vyjadřující změnu stavu a slovesa zvratná; většina ostatních sloves používá pomocné sloveso avere.